# Ferrocarril Midland
Der Club Atlético Ferrocarril Midland ist ein argentinischer Sportverein aus Libertad (Partido Merlo) im Ballungsraum von Buenos Aires. Der Verein, der vor allem für seine Fußballabteilung bekannt ist, wird auch El Funebrero genannt.

## Geschichte
Ferrocarril Midland wurde im Juni 1914 auf Initiative con Walter Robinson gegründet, der zugleich erster Präsident des Vereins wurde und den Angestellten der Eisenbahngesellschaft sportliche Aktivitäten in der Freizeit ermöglichte. Zu Beginn wurde Tennis und Tanzen ausgeübt. Die Fußballabteilung trat 1960 dem argentinischen Fußballverband bei und spielte überwiegend in den unterklassigen Ligen der Primera C bzw. Primera D. 1989 gelang es Ferrocarril Midland, 50 Spiele in Folge ungeschlagen zu bleiben, man brach damit den südamerikanischen Rekord. In dieser Saison erreichte der Verein auch den Aufstieg in die Primera C. 1996 stieg er in die Primera B auf, jedoch auch direkt wieder ab. Der Klub pendelte erneut zwischen Primera C und Primera D. Im November 2023 stieg Ferrocarril Midland in die Primera B auf, nachdem es das Torneo Reducido gewonnen hatte.

## Stadion
Seine Heimspiele trägt Ferrocarril Midland im 4000 Zuschauer fassenden Estadio Ciudad de Libertad aus. Das Stadion wurde 1933 eröffnet.

## Rivalitäten
Hauptrivale von Ferrocarril Midland ist der Club Atlético Ituzaingó aus dem benachbarten Partido Ituzaingó. Weiterhin existieren Rivalitäten mit Vereinen im Großraum Buenos Aires, allen voran mit Argentino de Merlo aus demselben Partido wie Ferrocarril Midland.